# Mimosa pellita
Mimosa pellita är en ärtväxtart som beskrevs av Carl Ludwig von Willdenow. Mimosa pellita ingår i släktet mimosor, och familjen ärtväxter. Inga underarter finns listade i Catalogue of Life.